# Сан-Франсиску-ду-Брежан

Сан-Франсиску-ду-Брежан на карте штата.

Сан-Франсиску-ду-Брежан (порт. São Francisco do Brejão) — муниципалитет в Бразилии, входит в штат Мараньян. Составная часть мезорегиона Запад штата Мараньян. Входит в экономико-статистический микрорегион Императрис. Население составляет 10 261 человек на 2010 год. Занимает площадь 745,606 км². Плотность населения — 13,76 чел./км².

## Демография
Согласно сведениям, собранным в ходе переписи 2010 г. Национальным институтом географии и статистики (IBGE), население муниципалитета составляет:
| Полное население                               | Полное население                               | Полное население                               | Полное население                               | 10 261 |
| ---------------------------------------------- | ---------------------------------------------- | ---------------------------------------------- | ---------------------------------------------- | ------ |
| в том числе:                                   | Городское население                            | 4836                                           | Процент городского населения, %                | 47,13  |
|                                                | Сельское население                             | 5425                                           | Процент сельского населения, %                 | 52,87  |
|                                                | Мужское население                              | 5268                                           | Процент мужского населения, %                  | 51,34  |
|                                                | Женское население                              | 4993                                           | Процент женского населения, %                  | 48,66  |
| Плотность населения, чел/км²                   | Плотность населения, чел/км²                   | Плотность населения, чел/км²                   | Плотность населения, чел/км²                   | 13,76  |
| Население муниципалитета в % к населению штата | Население муниципалитета в % к населению штата | Население муниципалитета в % к населению штата | Население муниципалитета в % к населению штата | 0,16   |

По данным оценки 2016 года, население муниципалитета составляет 11 444 жителя.

## Статистика
- Валовой внутренний продукт на 2003 год составляет 17 709 175,00 реалов (данные: Бразильский институт географии и статистики).
- Валовой внутренний продукт на душу населения на 2003 год составляет 2272,45 реала (данные: Бразильский институт географии и статистики).
- Индекс развития человеческого потенциала на 2000 год составляет 0,629 (данные: Программа развития ООН).